# Record del mondo del ciclismo su pista
Di seguito sono riportati i record del mondo del ciclismo su pista ratificati dall'Unione Ciclistica Internazionale, aggiornati al 29 ottobre 2023.

## Record maschili
| Specialità                         | Risultato | Atleta                                                  | Nazionalità       | Data             | Luogo                     | Note  |
| ---------------------------------- | --------- | ------------------------------------------------------- | ----------------- | ---------------- | ------------------------- | ----- |
| 200 metri lanciati                 | 9"100     | Nicholas Paul                                           | Trinidad e Tobago | 4 settembre 2019 | Cochabamba                | [ 2 ] |
| 500 metri lanciati                 | 24"758    | Chris Hoy                                               | Gran Bretagna     | 13 maggio 2007   | La Paz                    | [ 2 ] |
| Chilometro da fermo                | 55"433    | Jeffrey Hoogland                                        | Paesi Bassi       | 31 ottobre 2023  | Aguascalientes            | [ 3 ] |
| Velocità a squadre 750 m           | 41"225    | Roy van den Berg Jeffrey Hoogland Harrie Lavreysen      | Paesi Bassi       | 26 febbraio 2020 | Berlino                   | [ 2 ] |
| Inseguimento individuale 4 km      | 3'59"153  | Jonathan Milan                                          | Italia            | 18 ottobre 2024  | Ballerup                  | [ 2 ] |
| Inseguimento a squadre 4 km        | 3'40"730  | Oliver Bleddyn Sam Welsford Conor Leahy Kelland O'Brien | Australia         | 6 agosto 2024    | Saint-Quentin-en-Yvelines | [ 2 ] |
| Record dell'ora                    | 56,792 km | Filippo Ganna                                           | Italia            | 8 ottobre 2022   | Grenchen                  | [ 2 ] |
| Miglior prestazione umana sull'ora | 56,792 km | Filippo Ganna                                           | Italia            | 8 ottobre 2022   | Grenchen                  | [ 2 ] |

## Record femminili
| Specialità                    | Risultato | Atleta                                                  | Nazionalità   | Data             | Luogo                 | Note        |
| ----------------------------- | --------- | ------------------------------------------------------- | ------------- | ---------------- | --------------------- | ----------- |
| 200 metri lanciati            | 10"029    | Lea Friedrich                                           | Germania      | 9 Agosto 2024    | Francia               | [ 5 ]       |
| 500 metri lanciati            | 28"970    | Kristina Vogel                                          | Germania      | 17 dicembre 2016 | Francoforte sull'Oder | [ 5 ]       |
| 500 metri da fermo            | 32"268    | Jessica Salazar                                         | Messico       | 7 ottobre 2016   | Aguascalientes        | [ 5 ] [ 6 ] |
| Velocità a squadre 750 m      | 45"848    | Lea Friedrich Pauline Grabosch Emma Hinze               | Germania      | 3 agosto 2023    | Glasgow               | [ 5 ]       |
| Velocità a squadre 500 m      | 31"804    | Bao Shanju Zhong Tianshi                                | Cina          | 2 agosto 2021    | Izu                   | [ 5 ]       |
| Inseguimento individuale 3 km | 3'15"663  | Chloé Dygert                                            | Stati Uniti   | 19 ottobre 2024  | Ballerup              | [ 5 ]       |
| Inseguimento a squadre 4 km   | 4'04"242  | Franziska Brauße Lisa Brennauer Lisa Klein Mieke Kröger | Germania      | 3 agosto 2021    | Izu                   | [ 5 ]       |
| Inseguimento a squadre 3 km   | 3'14"051  | Danielle King Joanna Rowsell Laura Trott                | Gran Bretagna | 4 agosto 2012    | Londra                | [ 8 ]       |
| Record dell'ora               | 50,267 km | Vittoria Bussi                                          | Italia        | 13 ottobre 2023  | Aguascalientes        | [ 5 ]       |